# Partikelstrålning

Partiklar stoppas i material genom att de tappar fart: alfastrålning av ett pappersark och betastrålning av till exempel aluminiumplåt; gammastrålning däremot minskar i intensitet.

Partikelstrålning är en form av joniserande strålning. Till skillnad från fotonstrålning har de joniserande partiklarna massa och består av ett flöde av antingen atomer eller delar av atomer. Detta kan orsakas av fission, elektroninfångning, spontan fission eller neutronemission.
Exempel på partikelstrålning är alfa- , beta-, och neutronstrålning.
Det går att dela upp partikelstrålningen i tre huvudgrupperingar:
1. Snabba elektroner:
Normalt rör det sig om vanliga negativt laddade elektroner från atomkärnor, men det förekommer även positivt laddade så kallade positroner. Båda sorterna kallas för β-strålning. Men det går även att framställa β-strålning på konstgjord väg.
2. "Tunga" laddade partiklar:
- Protoner  (Vätekärnor),
- Deuteroner (Deuteriumkärnor)
- Tritoner (Tritiumkärnor)
- Alfapartiklar (Heliumkärnor)
- Pioner

3. Neutroner
Snabba elektroner och tunga laddade partiklar har elektrisk laddning vilket betyder att de är direkt joniserande strålning. Neutroner saknar elektrisk laddning, vilket betyder att de precis som fotonstrålning är en typ av indirekt joniserande strålning.